# Diari de Vilanova
El Diari de Vilanova (DV) era un periódico español editado en la localidad catalana de Villanueva y la Geltrú. La publicación, de carácter semanal, se editaba en lengua catalana y se distribuía principalmente en la comarca del Garraf.

## Historia
En 1942 comenzó a publicarse el semanario Villanueva y la Geltrú, publicación perteneciente a FET y de las JONS. Su ámbito de difusión era la comarca del Garraf y llegó a tener una tirada media de 4000 ejemplares. Continuaría publicándose hasta su privatización en 1977 y conversión en el actual Diari de Vilanova, editado en catalán.
Desde 2015 la publicación es editada por Edicions Comarca 17, quien llevó a cabo una renovación de la edición digital.